# Pikieta (geodezja)
Pikieta – punkt terenowy, którego położenie zostało określone poprzez współrzędne w obowiązującym układzie współrzędnych płaskich prostokątnych oraz wysokość w obowiązującym układzie wysokościowym państwowego systemu odniesień przestrzennych.
Pikietami są: 
1. w pomiarach sytuacyjnych –
  - geometryczne środki obiektów punktowych
  - załamania osi obiektów liniowych
  - załamania obrysów obiektów powierzchniowych
2. w pomiarach wysokościowych – punkty dla których zostały określone wysokości w obowiązującym układzie wysokościowym[1]